# Torre Guttuari

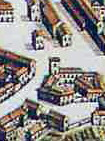
la torre nel Theatrum Statuum Sabaudiae

La Torre Guttuari è una costruzione architettonica di Asti si trova in Piazza Statuto, all'inizio di via XX Settembre, nel Rione San Paolo.

## La leggenda

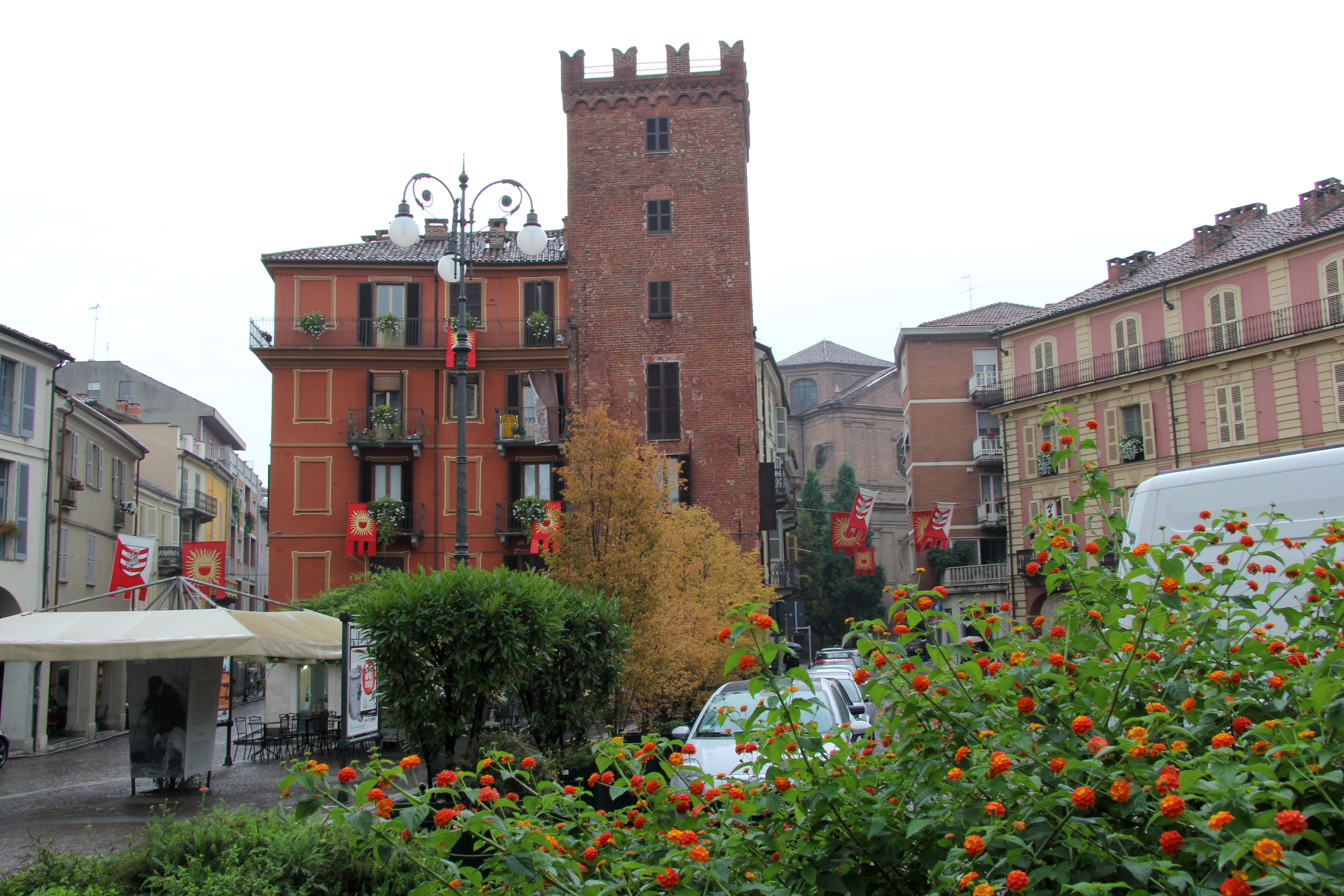

Niccola Gabiani nella sua opera Asti nei principali suoi ricordi storici afferma che nel 1304 il partito guelfo capeggiato dalla famiglia Solaro, rientrato in Asti con i favori del popolo, sconfisse e cacciò il consorzio ghibellino dei De Castello.
Per rappresaglia i guelfi demolirono le abitazioni, appartenenti alla famiglia Guttuari, che era a capo del partito ghibellino.
Sempre secondo il Gabiani la Società del Popolo, con un atto politico, vietò la ricostruzione della zona, determinando che sul sito non si sarebbe più edificato. La piazza venutasi così a creare, sarebbe stata utilizzata per il mercato delle ortaglie, pollame e ferravecchia. Quest'area era l'attuale piazza Statuto.
Alla demolizione della zona scampò solamente la parte basale della torre che rimase mozzata fino al 1898, anno in cui il proprietario fece costruire il coronamento merlato.

## La storia

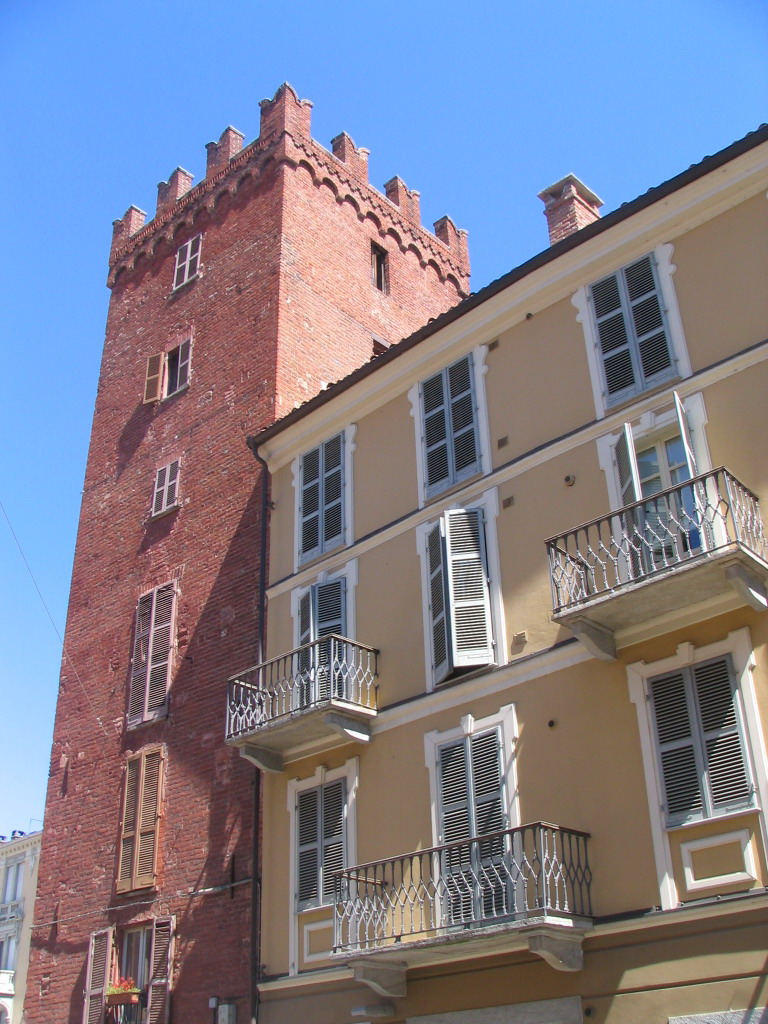

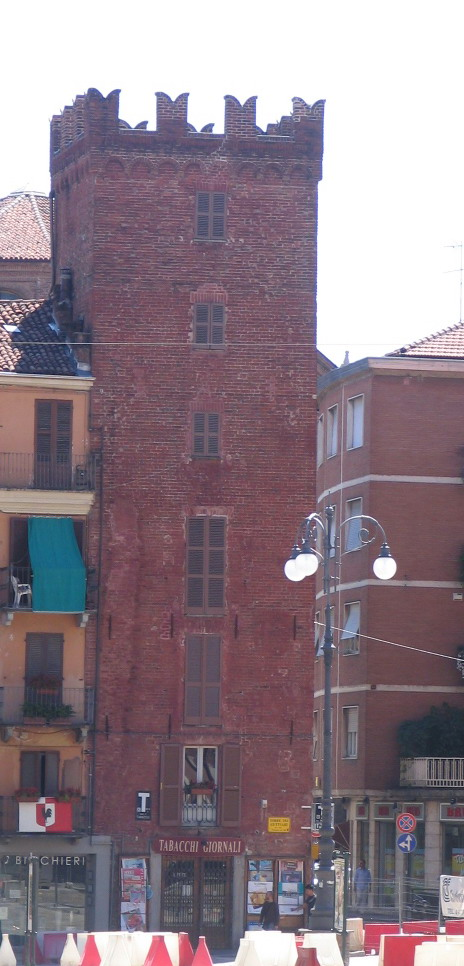

In realtà l'attuale piazza Statuto costituì fin dai primi secoli del medioevo uno dei più importanti poli mercatali cittadini. In origine era denominata Piazza dei porci o del fieno o del vino.Verso la seconda metà del Quattrocento diventerà la sede del mercato ortofrutticolo cambiando denominazione in Piazza delle Erbe o dell'Ortaglia.
Secondo gli ultimi studi di Gianluigi Bera la torre non è mai appartenuta ai Guttuari, bensì alle famiglie Bertramenghi e Scarampi. A conferma di ciò alcune carte della Certosa di Valmanera contengono atti di proprietà che attestano che già intorno al 1260/1270, ante merchatum feni, esisteva una torre in condominio delle due famiglie.
È probabile che la zona dei Guttuari a cui si riferisce il Gabiani si collochi sempre in Piazza Statuto, ma più a nord, al confine con Piazza San Secondo, questo perché al momento del loro insediamento risultano già installate nella zona le famiglie Bertramenghi, Scarampi, Pallio, De Mercato, Lorenzi.
A conforto di ciò vengono gli Statuti del Comune di Asti che nel capitolo 47 della seconda Collazione, parlano di  "... per miram turri Gutuariorum usque ad Canonicam Causarum..."  , cioè la torre dei Guttuari che è in linea retta con il Palazzo dei tribunali( collocato appunto al confine tra piazza Statuto e piazza San Secondo).

## Struttura
La costruzione risale al XIII secolo esattamente tra il 1225 e 1235. È una torre del primo periodo a base quadrata, misura 5,80 metri di lato esterno e 4 metri di interno. Come già detto in precedenza la parte superiore ed il "coronamento" ghibellino furono costruiti alla fine del XIX secolo.